# Alexx and the Mooonshiners
Alexx and the Mooonshiners, typographié Alexx & Mooonshiners ou Alexx & the Mooonshiners, est un groupe de funk, blues et rock français. Formé en 2005, le groupe s'est produit plus de 400 fois à travers la France, le Benelux et la Suisse. Quatre albums ont été enregistrés par le groupe, les trois derniers étant produits par le label DixieFrog.

## Biographie
Le groupe choisit le prénom d'Alex, auquel ils ajoutent un deuxième ‘x’, petit clin d'œil à Nikki Sixx, avec deux « x », bassiste de rock américain et fondateur du groupe de heavy metal Mötley Crüe qu'Alex appréciait énormément lorsqu'elle était adolescente. Le terme Moonshiners, (issu de Moonshine[Lequel ?]) est le titre d'une chanson intitulée The Moonshiner qu'interpréta, entre autres, Bob Dylan. Les « moonshiners » étaient par ailleurs des fabricants illégaux d'alcool au temps de la prohibition aux États-Unis au début du XXe siècle. Alexx explique qu'à ce nom un troisième « o » fut ajouté au nom du groupe puisqu'elle joue avec trois musiciens,.
En 2009, le groupe publie son premier album, Things,. Le groupe, qualifié par le journal La Dépêche du Midi des « plus reconnus de la scène blues hexagonale », revient en 2018 pour jouer à Sanvensa.

## Style musical et image
La voix d'Alexx laisse apparaître un trémolo particulier qui l'identifie facilement. La présence scénique d'Alexx est souvent évoquée dans les articles de presse présentant le groupe,. Alexx écrit les textes des compositions du groupe.
Lionel est un autodidacte qui a commencé à jouer alors qu'il était adolescent, à l'époque du lycée. Il habitait en Lorraine, et a fait partie de plusieurs groupes de rock en tant que guitariste. Il joue dans Sweet Fool Travel de 1987 à 1993, puis Lazybones et ensuite deux groupes dans lesquels il jouait plutôt acoustique : My Planet, et Stillife. Ils jouèrent à Nancy en première partie de Calvin Russell, Johnny Copeland et Bernard Allison, ou encore au festival de Montereau-Fault-Yonne (Montereau Confluences), en Seine-et-Marne, en première partie de Status Quo. Il habite désormais en Île-de-France, depuis une quinzaine d'années.
Le groupe repose essentiellement sur Alexx, chanteuse, et Lionel, guitariste. Autour de cette base se seront succédé plusieurs bassistes et batteurs. David Braud de 2005 à 2011 donnera au groupe une teinte très funky. Puis avec l'arrivée en 2012 d'Éric Litaudon, le groupe se recentrera sur un jeu très rock 'n' roll. Rico Raja reprend la basse en novembre 2013. La batterie est d'abord tenue par Alexandre Potin, puis Aurélie Simenel jouera de 2008 à 2010 et reviendra de 2011 à 2012, Rodolphe Perroquin assurant l'intérim en 2011. Aujourd'hui[Quand ?], Pascal Raphard est le batteur officiel du groupe.

## Discographie
- 2009 : Things (BLP/Mosaic Music)
- 2011 : Live! (Dixiefrog / Harmonia Mundi)
- 2012 : The Mooonshine Tracks (Dixiefrog / Harmonia Mundi)
- 2013 : MoOonset / MoOonrise (Dixiefrog / Harmonia Mundi)